# SHOCK
『SHOCK』是由日本傑尼斯事務所旗下藝人堂本光一擔任座長，負責企劃、構思、監製、音樂及主演，並由事務所社長Johnny喜多川從旁輔導的音樂劇系列總稱。該劇最初是以1991年少年隊主演的音樂劇『PLAYZONE '91 SHOCK』為基礎改編，但自2000年11月，『MILLENNIUM SHOCK』在「帝國劇場」首次公演之後，為追求更好的舞台效果，每年都會針對名稱、表演內容及演員陣容進行調整，現已呈現完全不同的風貌，迄今固定在帝國劇場公演，成為一年一度的盛事。2005年演出該系列第五個版本時，更宣布定名為『Endless SHOCK』，內容也作了大幅更新。由於該劇內容精彩、佳評如潮，經常造成一票難求的盛況，被日本媒體譽為『最難買到票的舞台劇』。
2024年，由堂本光一主演的SHOCK系列宣佈將隨著帝國劇場自2025年2月起的休館而結束。

## 概要
『SHOCK』是以「劇場」內幾位演員發展出的故事為主軸，其中再穿插經典戲劇場面的「劇中劇」，透過交互演出的方式進行。全系列圍繞著『Show must go on』的核心主題，堅持『無論如何也要完成演出』的舞台精神，故事以「光一」為主人翁，透過他與其他角色之間從共同合作、意見紛歧、衝突，到最後大和解、團結一心的互動過程，描繪出一段「用生命演出」的舞台人生。雖然主演的堂本光一曾說「光一（劇中主角）跟我是完全不同的人」，但他多次於公演期間受傷仍持續演出，對舞台工作毫不妥協的認真態度卻如出一轍。他也曾表示希望藉由演出這齣劇，來培育自己有同樣的精神與態度。
該劇大量使用原創樂曲，再結合知名音樂劇曲目，以華麗的歌舞與場景，打造出媲美紐約百老匯的主舞台。另外，劇中劇常以日本經典的傳奇軼事、武士殺陣為主題，為全劇增添不少東洋風情，也曾設計過大規模的奇幻魔術秀，風格多變。
除了豐富的表演題材之外，堂本光一展現了許多高危險的驚人演出，包括用單臂繞住彩帶飛越觀眾席、整個人綁腳倒吊在空中360°旋轉、從高達8米傾斜40度的階梯跌落下來等，精彩程度曾被比喻為『每五分鐘就帶給觀眾一次驚喜』。極具舞台魅力的個人表現，不停進化的表演內容，每每造成話題。
原本預定在2006年公演完畢即宣告結束的『Endless SHOCK』，因為反應熱烈、向隅者眾，大約14個人中只有1個人能買到票的懸殊比例，堂本光一也說過就連他自己想替親友買票也買不到，一票難求的程度，讓觀眾要求加演的呼聲不斷，故隔年（2007年）決定再演。『Endless SHOCK』也因此被公認是「日本最難買到票的舞台劇」以及「傑尼斯偶像演出的舞台中最難買到票的表演」。
2008年4月，第33屆『菊田一夫演劇賞』頒發最高榮譽『演劇大賞』給『Endless SHOCK』，以表揚該劇的高度舞台成果。這是傑尼斯藝人主演的舞台劇中，首次獲此殊榮。
2009年3月，該劇花費8年又5個月的時間，刷新帝國劇場個人主演舞台劇「最多公演場次」的紀錄，目前仍不斷累積，成為帝國劇場百年歷史中最具代表性的作品之一。
2013年3月21日，費時12年又5個月，達成1000場公演的紀錄，成為日本劇場史上最快達成千場的單人主演舞台。
2014年10月31日，於福岡博多座完成終場演出後，累計達成「1214場公演」，刷新日本單人主演舞台劇的場次紀錄，成為日本第一名紀錄保持人。
2017年3月31日在帝國劇場達成第1500場公演。
2019年3月31日在帝國劇場達成第1700場公演，總動員人數約306萬人。
2020年4月，『SHOCK』系列公演20年的功績受到認同，41歲的堂本光一以個人名義獲頒45屆『菊田一夫演劇賞』最高榮譽『演劇大賞』，成為此獎項最年少得獎者。
同年9月15日至10月12日，堂本光一因應新型冠狀病毒疫情，將作品改編成『Endless SHOCK-Eternal-』，於大阪梅田藝術劇場上演。
2021年2月1日，『Endless SHOCK』電影版上映。
2024年4月22日在帝國劇場達成第2000場公演。
2024年5月9日在帝國劇場達成第2018場公演，成為日本史上單獨主演舞台公演的第一名，刷新了森光子過去在《放浪記》中所創造的記錄。
2024年11月29日在帝國劇場迎來最後一場表演，同日在全國戲院進行Live Viewing直播。過去24年，合共2128場公演。

## MILLENNIUM SHOCK（2000年）

### 公演期間
- 2000年11月2日－11月26日（共38場）

### 劇情大綱
正在巡迴公演的劇團領導人光一，因不顧成員翼的傷勢逕行演出，而與團員間產生爭執。此時，與光一3年前亡故的哥哥頗有因緣的美國百老匯劇場，傳來了演出的邀約。不顧眾人反對前往百老匯的光一，出現在他面前的卻是哥哥生前的友人，一位像謎一樣的人物...。

### 演員
- 堂本光一（KinKi Kids）
- 東山紀之（少年隊）
- 今井翼（瀧與翼）
- 赤坂晃（前光GENJI）
- 鈴木ほのか
- 篠井英介
- 秋山純（Musical Academy）
- 町田慎吾（Musical Academy）
- 米花剛史（Musical Academy）
- 屋良朝幸（Musical Academy）
- 上田龍也（KAT-TUN）
- 中丸雄一（KAT-TUN）
- 赤西仁（KAT-TUN）

## SHOW劇・SHOCK（2001年、2002年）
SHOCK取其「衝擊」的意思。日文劇名寫作「ショー劇・SHOCK」。

### 公演期間
- 2001年12月1日－2002年1月27日（共76場）
- 2002年6月4日－6月28日（共38場）

### 劇情大綱
繼承已故哥哥的遺志，謹記著『Show must go on』每天持續演出的光一。因為公演獲得好評，接到百老匯Imperial Garden劇院的演出邀約。由於那邊正是哥哥去世的地方，加上翼在表演中發生事故，甚至可能斷送舞者生涯，此時不顧成員前往美國，將受到周遭強烈的反對。但光一仍秉持『Show must go on』的舞台精神，放下嫂嫂、嫂嫂現任丈夫與失意的翼前往紐約，而那裡卻也有各種麻煩在等著他...。

### 演員
- 堂本光一(KinKi Kids)
- 樹里咲穂
- 今井翼(瀧與翼)
- 錦戸亮(関ジャニ∞)
- 今拓哉
- 秋山純
- 町田慎吾
- 米花剛史
- 屋良朝幸
- 龜梨和也(KAT-TUN）
- 上田龍也(KAT-TUN）
- 中丸雄一(KAT-TUN）
- 赤西仁
- 田中聖
- 田口淳之介
- 長谷川純
- 戸塚祥太（A.B.C-Z）
- 東新良和
- 辰巳雄大（4U）
- 小山慶一郎（NEWS）

## SHOCK is Real Shock（2003年）

### 公演期間
- 2003年1月8日－2月25日（共76場）

### 劇情大綱
大致上與『SHOW劇・SHOCK』相同，唯角色名字隨著演員不同有所改變（基本上是以演員本人的名字來當作角色名字）。此外，黑幕人物也有變更。

### 演員
- 堂本光一（KinKi Kids）
- 未唯
- 生田斗真
- 井上順
- 秋山純（Musical Academy）
- 町田慎吾（Musical Academy）
- 米花剛史（Musical Academy）
- 屋良朝幸（Musical Academy）
- 東新良和
- 風間俊介
- KAT-TUN
- A.B.C

## Shocking SHOCK（2004年）

### 公演期間
- 2004年2月6日－2月29日（共38場）

### 劇情大綱
大致與『SHOW劇・SHOCK』、『SHOCK is Real Shock』相同。（演出者不同）

### 演員
- 堂本光一（KinKi Kids）
- 今井翼（瀧與翼）
- 伊織直加
- 尾藤イサオ
- 東新良和
- 秋山純（Musical Academy）
- 町田慎吾（Musical Academy）
- 米花剛史（Musical Academy）
- 屋良朝幸（Musical Academy）
- 風間俊介
- 戶塚祥太

## Endless SHOCK（2005年－）
由堂本光一參與腳本、演出，是歷年變更劇情與登場人物幅度最大的一次。2013年起，劇團老闆一角改由女演員擔任，並在不影響劇情的前提下，新增或重新編排歌曲、劇目，讓這齣作品持續創新。

### 公演期間
- 2005年1月8日－2月28日（共76場）
- 2006年2月6日－3月29日（共76場）
- 2007年1月6日－2月28日（共81場）
- 2008年1月6日－2月26日（共76場）
- 2009年2月5日－3月30日（共76場）
- 2010年2月14日 ‐ 3月30日、7月4日 - 7月31日（共100場） ※Endless SHOCK 初次夏季公演
- 2011年2月5日 - 3月10日（共48場）
- 2012年1月7日 - 31日（博多座 共32場）※SHOCK初次地方公演
- 2012年2月7日 - 4月30日（共105場）
- 2013年2月4日 - 3月31日
- 2013年4月8日 - 30日（博多座）
- 2013年9月2日 - 29日（梅田藝術劇場）※SHOCK初次大阪公演
- 2014年2月4日 - 3月31日
- 2014年9月8日 - 30日（梅田藝術劇場）
- 2014年10月8日 - 31日（博多座）
- 2015年2月3日 - 3月31日
- 2015年9月8日 - 30日（梅田藝術劇場）
- 2015年10月7日 - 31日（博多座）
- 2016年2月4日 - 3月31日
- 2017年2月1日 - 3月31日
- 2017年9月8日 - 30日（梅田藝術劇場）
- 2017年10月8日 - 31日（博多座）
- 2018年2月4日 - 3月31日
- 2019年2月4日 - 3月31日
- 2019年9月11日 - 10月5日（梅田藝術劇場）
- 2020年2月4日 - 2月26日
- 2020年9月15日 - 10月12日（梅田藝術劇場）※Eternal外篇
- 2021年2月4日 - 3月31日 ※Eternal外篇
- 2022年4月10日 - 5月31日 ※Eternal外篇
- 2022年9月5日 - 10月2日 （博多座）
- 2023年4月9日 - 5月31日 ※本篇與Eternal外篇同時上演
- 2024年4月11日 - 5月31日 ※本篇與Eternal外篇同時上演
- 2024年7月 - 8月（梅田藝術劇場）
- 2024年9月（博多座）
- 2024年11月

### 劇情大綱
光一在童年好友秋山繼承的業餘小劇場裡演出，獲得輿論報導一致的好評。劇團裡，希望以此為開端邁向百老匯，朝著目標努力不懈的光一；慘淡經營，卻拼命想守護小劇場的秋山（大倉）；把光一當成競爭對手，逐漸燃起火花的翼（亮、斗真、屋良）以及盲目愛慕著光一的Rika，每個人都有不同的目標與考量，使得這群原本和睦的好友之間，隨著日子過去，漸漸交織出複雜的情感...。某天，與光一屢次意見不合的翼（亮、斗真、屋良），為了測試光一是否真能秉持『Show must go on』的信念，竟在舞台演出時，把原本要砍向光一的道具換成了真的劍...。

### 演員
- 堂本光一（KinKi Kids）
- 今井翼（瀧與翼）－2005、6年  飾演  翼（與 錦戸亮 分飾一角）
- 錦戸亮（NEWS、關西傑尼斯8）－2005、6年  飾演  亮（與 今井翼 分飾一角）
- 生田斗真－2007年  飾演  斗真
- 屋良朝幸（Musical Academy）－2008、9、10、13、14、15、16、17年  飾演  屋良
- 內博貴－2010、11、12、13、14、15、17、18年  飾演  內
- 中山優馬－2018、19、24年  飾演  優馬
- 上田龍也（KAT-TUN）－2020、21、24年  飾演  龍也
- 佐藤勝利（Sexy Zone）－2022、23、24年  飾演  勝利
- 北山宏光（Kis-My-Ft2）－2022、23年  飾演  宏光
- 黑木美沙－2005年  飾演  Rika（與 小宮山實花 分飾一角）
- 小宮山實花－2005年  飾演  Rika（與 黑木美沙 分飾一角）
- 田畑亞彌－2006年  飾演  Rika
- 松本真理香－2007年  飾演  Rika
- RiRiKA－2008年  飾演  Rika
- 佐藤めぐみ－2009、10年  飾演  Rika
- 原田夏希 - 2010年 飾演 Rika
- 神田沙也加 - 2012年 飾演 Rika
- 梅田彩佳 - 2019年 飾演 Rika
- 石川直
- 秋山純（原Musical Academy）－2005、6、7年  飾演  秋山
- 大倉忠義（關西傑尼斯8）－2008年  飾演  大倉
- 植草克秀（少年隊）－2009年  飾演  劇團老闆（Rika的父親）
- 町田慎吾（Musical Academy）
- 米花剛史（Musical Academy）
- 屋良朝幸（Musical Academy）
- 福田悠太（M.A.D.）
- 松崎祐介（M.A.D.）
- 辰巳雄大（M.A.D.）
- 越岡裕貴（M.A.D.）
- A.B.C

## 劇中劇
在主要的劇情之間，穿插了國內外經典戲劇知名場面的重新演繹。
- 哈姆雷特
- 理查三世（莎士比亞劇 King Richard III）
- 羅密歐與茱麗葉
- Elektra（希臘神話）
- 曾根崎心中
- 新選組
- 鐘樓怪人
- 東海道四谷怪談
- 忠臣藏
- 白鯨記
- 西城故事　等

## 使用樂曲
- Take the 'A' Train
- 布蘭詩歌
- BROADWAY MELODY　等，其餘大部分使用原創歌曲。

## 相關商品
全部以堂本光一名義發行。唱片公司為傑尼斯娛樂。

### DVD
- KOICHI DOHMOTO SHOCK DIGEST（2002年6月19日）
- Koichi Domoto SHOCK（2003年1月16日）
- Endless SHOCK（2006年2月15日）
- Endless SHOCK 2008（2008年10月29日）

### CD
- KOICHI DOMOTO Endless SHOCK Original Sound Track（2006年1月11日）